# Півень (фільм, 1965)
«Півень» — радянський художній фільм 1965 року, знятий на кіностудії «Туркменфільм».

## Сюжет
Молодий інженер Чари Мурадов, талановитий боксер, направляється в колгосп для проходження практики. У селі він знайомиться з красунею-трактористкою Айджан…

## У ролях
- Леонід Реутов — Чари Мурадов
- Варвара Сошальська — Джамал Назарівна, голова колгоспу
- Л. Курбанмухамедова — Айджан (дублює Надія Рум'янцева)
- Л. Блохін — Овез
- Куллук Ходжаєв — Довран-ага
- Айсалтан Бердиєва — Магамуль, мати Овеза
- Ходжоу Аннадурдиєв — Артик-Ага
- Курбан Кельджаєв — Ашир
- Сарри Карриєв — Дурди-Ага
- Михайло Кириллов — Берди-Ага
- Вапа Мухамедов — Бердиєв
- Імамберди Суханов — Сахатов
- Батир Чариєв — Селім
- Акмурад Бяшимов — Акмурад
- Євген Феофанов — Євген Іванович, тренер
- Юрій Саранцев — коментатор

## Знімальна група
- Режисери — Хангельди Агаханов, Ніссон Зелеранський
- Сценаристи — Ніссон Зелеранський, Ю. Строєв, Михайло Блейман
- Оператор — Володимир Мейбом
- Композитор — Олександр Зацепін
- Художник — Георгій Колганов